# Vickers Auto Car Company
Vickers Auto Car Company war ein US-amerikanischer Hersteller von Automobilen.

## Unternehmensgeschichte
Carl Vickers hatte im März 1910 sein erstes Fahrzeug hergestellt. Zusammen mit dem Geldgeber E. H. McMasters gründete er im Mai 1910 das Unternehmen. Der Sitz war in Coshocton in Ohio. Die Produktion von Automobilen begann. Der Markenname lautete Vickers. 1911 endete die Produktion, als es zum Bankrott kam. Insgesamt entstanden nur wenige Fahrzeuge.

## Fahrzeuge
Die Fahrzeuge hatten einen selbst hergestellten Motor. Es war ein Vierzylinder-Zweitaktmotor mit Luftkühlung. Er war mit 20/24 PS angegeben. Die Motorleistung wurde über eine Kardanwelle an die Hinterachse übertragen. Das Fahrgestell hatte 244 cm Radstand. Der Aufbau wird mal als Runabout und mal als Roadster bezeichnet. Der Neupreis betrug 650 US-Dollar.